# Station Den Helder
Station Den Helder is het belangrijkste spoorwegstation in de Nederlandse stad Den Helder in de provincie Noord-Holland.

## Geschiedenis
Het eerste station werd in gebruik genomen op 20 december 1865 met de opening van de spoorlijn Den Helder - Alkmaar. Dit was de tweede door de Hollandsche IJzeren Spoorweg-Maatschappij (HIJSM) in gebruik genomen spoorlijn, na de Oude Lijn. Het was het eerste deel van de door de Staat der Nederlanden aangelegde spoorlijn Den Helder - Amsterdam (Staatslijn K), aangelegd in 1865-1878.
Het oorspronkelijke spoorwegstation van Den Helder was een van de negen Waterstaatstations van de derde klasse uit de jaren zestig van de 19e eeuw.. Het was ontworpen door de ingenieur Karel Hendrik van Brederode.
Toen de spoorlijn van Alkmaar naar Den Helder in 1958 werd geëlektrificeerd is dit station gesloopt en vervangen door een nieuw gebouw dat iets zuidelijker kwam te liggen. Het is ontworpen door Joost van der Grinten. Bij dit kopstation is de stationshal in het verlengde van het eilandperron tussen de kopsporen gelegen. Op de plaats van het vroegere station werd een groot plein aangelegd. Op deze locatie bevindt zich sinds 2011 een deel van het Stadspark van Den Helder. In 1980 is drie kilometer zuidelijker het station Den Helder Zuid geopend.
De gemeente Den Helder ontwikkelde in 2012 een plan voor een nieuw stadhuis, waarin het station zou moeten worden opgenomen. Hiertegen is protest gerezen en na de gemeenteraadsverkiezingen van 2014 is dit plan van tafel geveegd. Volgens de tegenstanders was het beter om het stationsgebouw, dat geldt als een typerend voorbeeld van wederopbouwarchitectuur, de status van Helders gemeentelijk monument te geven. Dat gebeurde in 2022.
In 2020 is in het centrum van Den Helder het gebouw 'Halte Bellevue' opgeleverd in de stijl van het gesloopte stationsgebouw uit 1865.
Het dak van het huidige stationsgebouw was oorspronkelijk grijs van kleur. Begin jaren 1990 werd het dak blauw geschilderd en kreeg ook de klokkentoren blauwe tinten. Bij onderhoud in 2021 zijn de oorspronkelijke kleuren hersteld.

## Afbeeldingen

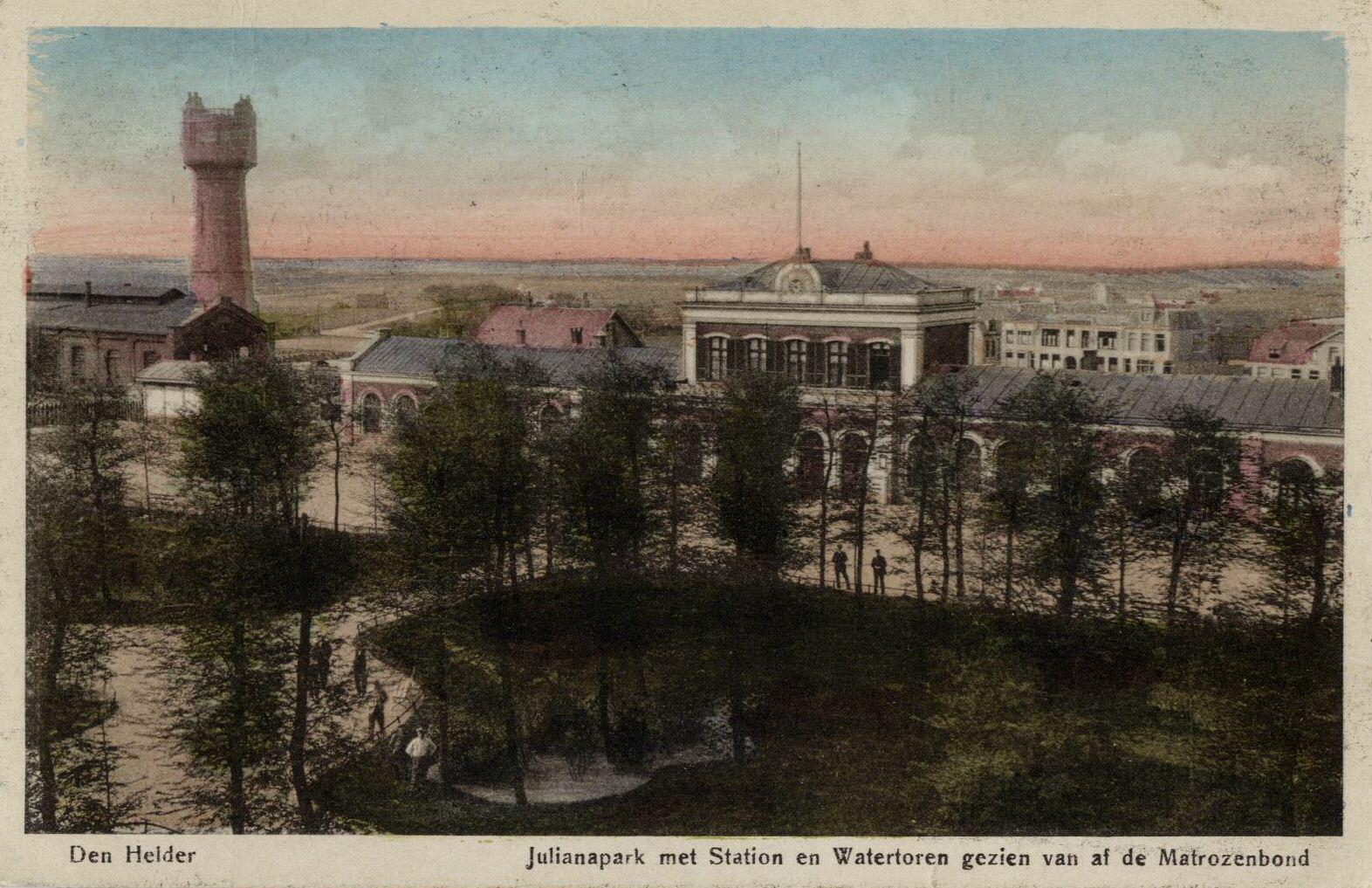
Het oude station in de jaren '10 van de 20e eeuw
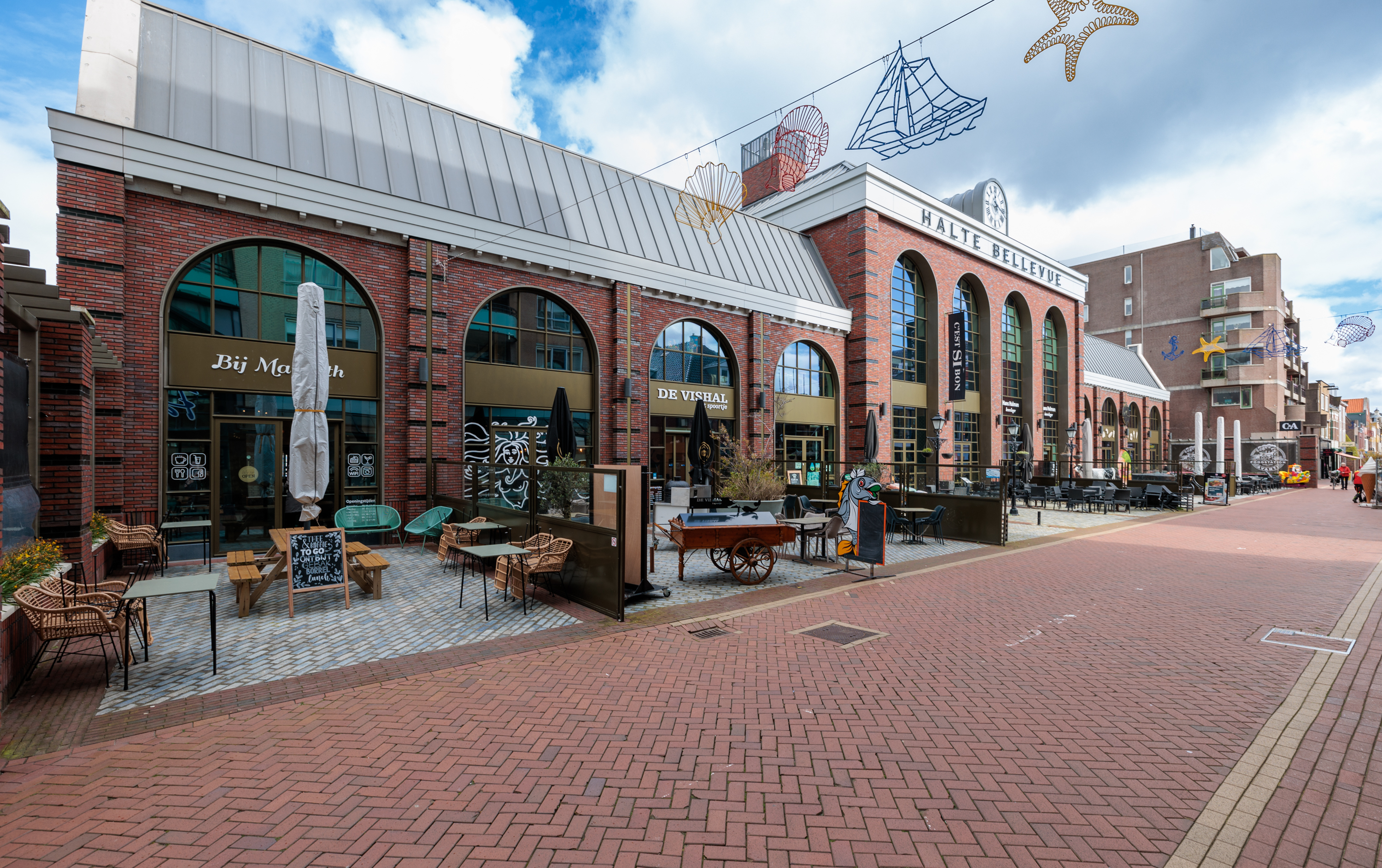
Gebouw Halte Bellevue in de stijl van het gesloopte stationsgebouw uit 1865
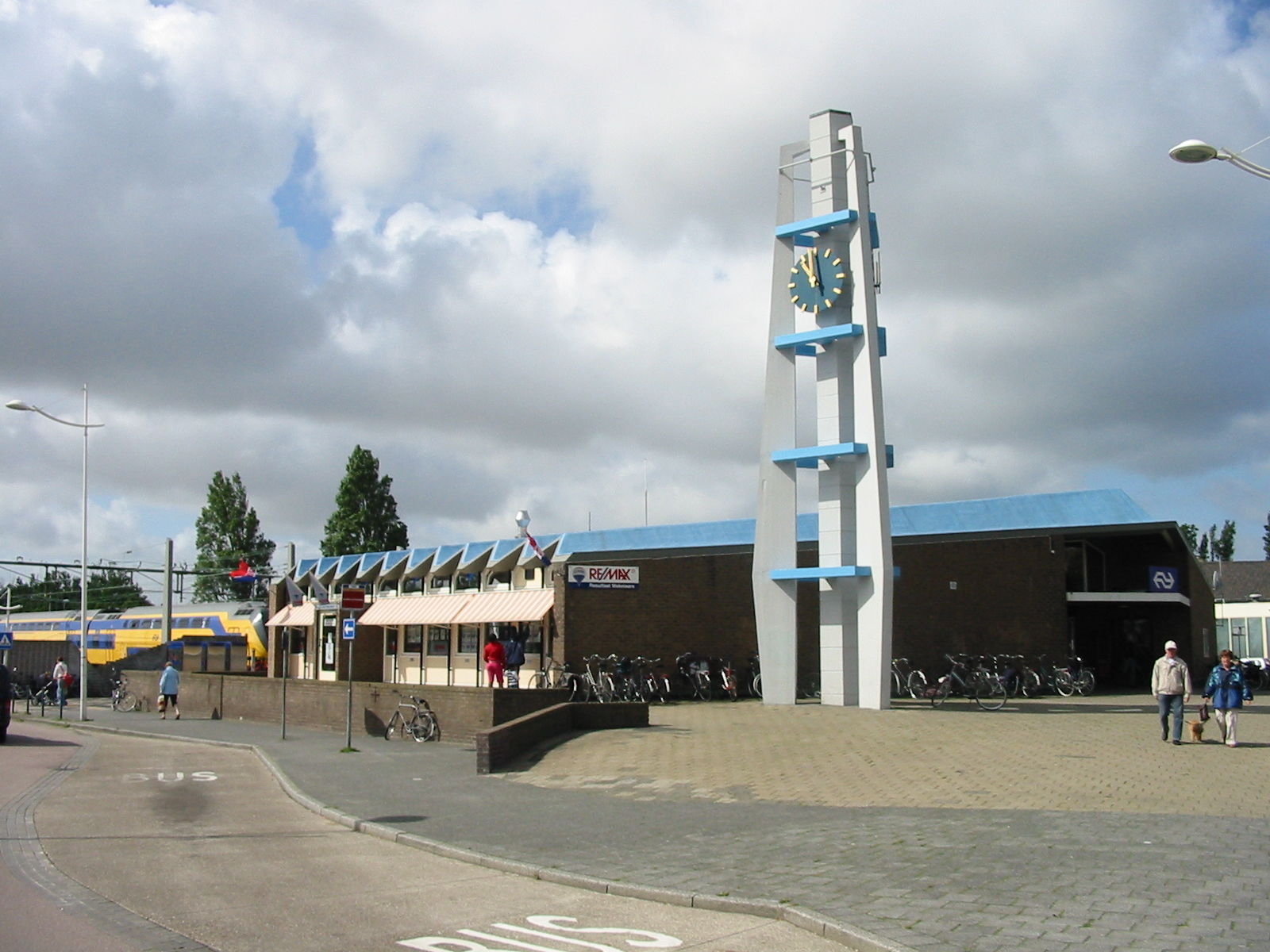
Station in 2007
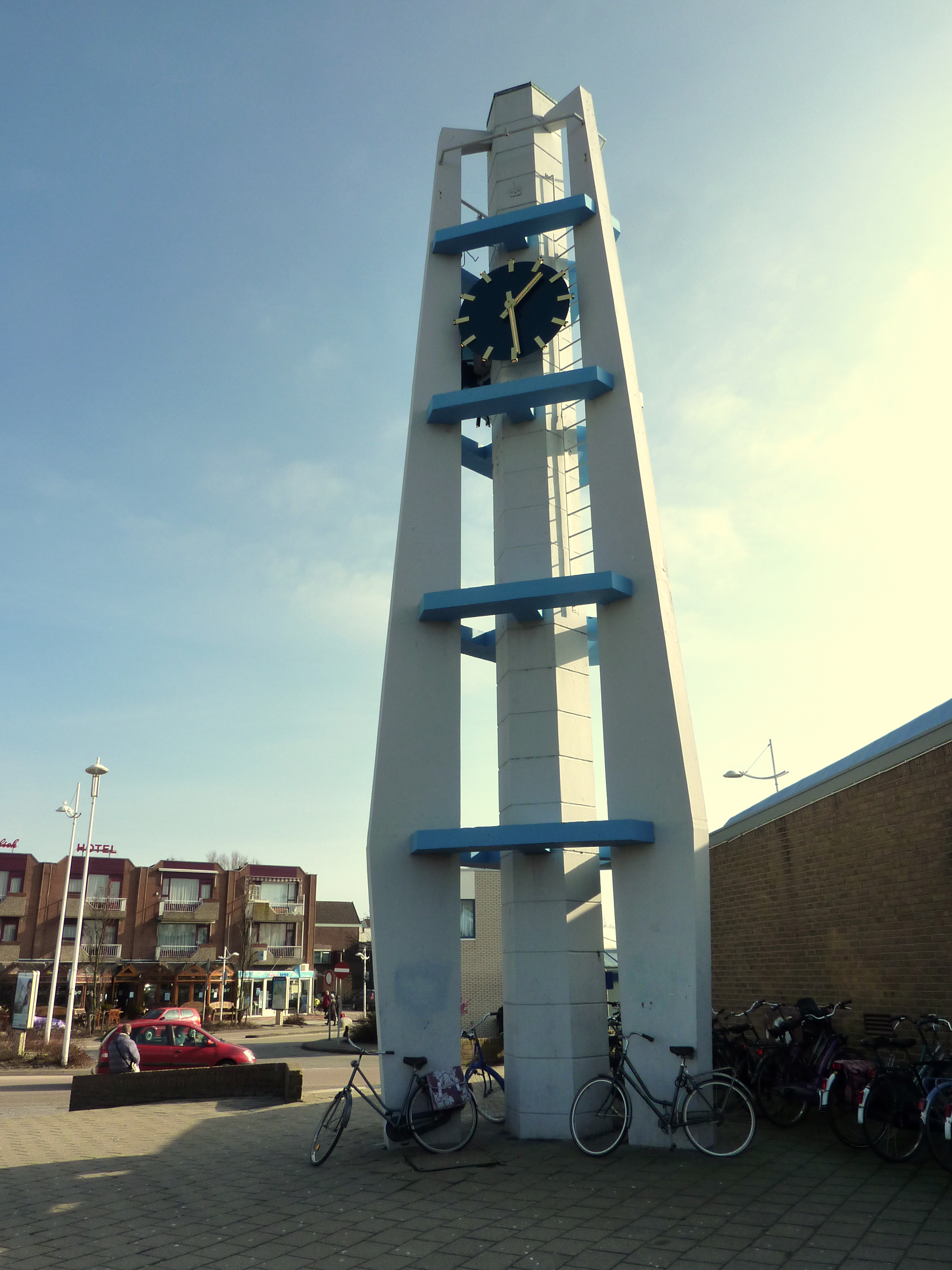
Klokkentoren
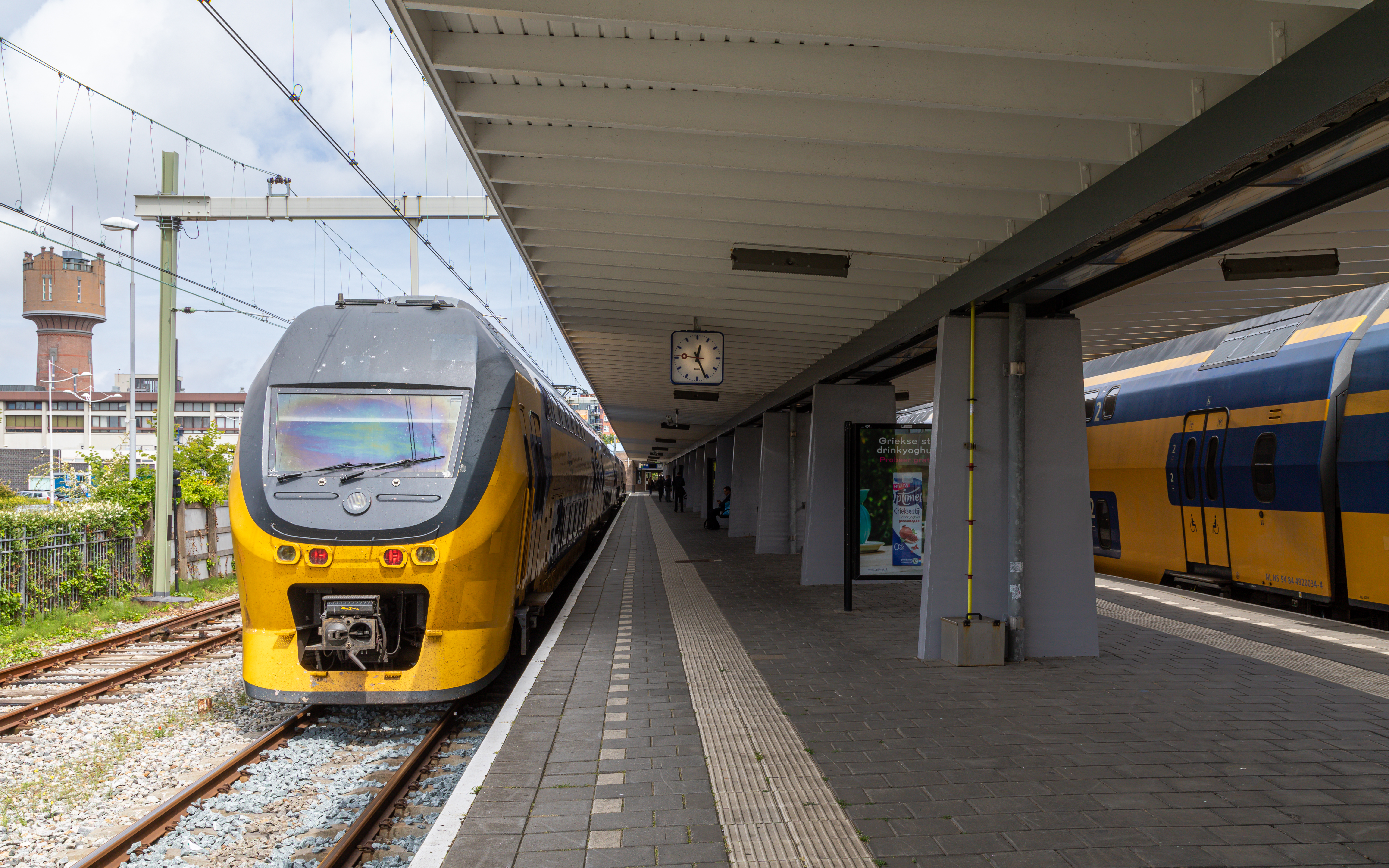
Dubbeldekstreinen (VIRM) in het station

## Verbindingen
Den Helder wordt in de dienstregeling 2025 bediend door de volgende treinseries:
| Serie | Treinsoort     | Route | Bijzonderheden |
| ----- | -------------- | --- | --- |
| 2700  | Intercity (NS) | Maastricht – Sittard – Roermond – Weert – Eindhoven Centraal – 's-Hertogenbosch – Utrecht Centraal – Amsterdam Centraal – Alkmaar – (Den Helder)              | Rijdt van maandag t/m donderdag tot 20:00 uur tussen Alkmaar en Maastricht. Rijdt op vrijdag en in het weekend enkel tussen Alkmaar en Amsterdam Centraal. Tijdens de spits rijden 2 ritten in spitsrichting door van/naar Den Helder. Rijdt niet 's avonds na 20:00. Wordt na 20:00 uur, op vrijdag en in het weekend tussen Amsterdam Centraal en Maastricht vervangen door intercity 2900. |
| 3000  | Intercity (NS) | Nijmegen – Arnhem Centraal – Ede-Wageningen – Veenendaal-De Klomp – Driebergen-Zeist – Utrecht Centraal – Amsterdam Centraal – Zaandam – Alkmaar – Den Helder | Veenendaal-De Klomp wordt alleen na 19:00 bediend door deze serie. |

's Ochtends vroeg rijden twee extra intercity's naar Maastricht.
Naast station Den Helder ligt een busstation. De opdrachtgever voor het busvervoer in de regio Den Helder is de provincie Noord-Holland en de uitvoerder is Connexxion. Den Helder valt onder het concessiegebied "Noord-Holland Noord".

## Ontwikkeling aantal reizigers
Het aantal door NS vervoerde reizigers (per gemiddelde werkdag) ontwikkelde zich sedert 2019 als volgt:
| Jaar | Aantal reizigers |
| ---- | ---------------- |
| 2019 | 4.293            |
| 2020 | 2.356            |
| 2021 | 2.462            |
| 2022 | 3.031            |
| 2023 | 3.187            |
| 2024 | 3.140            |